# استویان نیکولوف
استویان نیکولوف (بلغاری: Стоян Николов Иванов؛ زادهٔ ۲ آوریل ۱۹۴۹) کشتی‌گیر اهل بلغارستان بود.